# Alberto De Capitani d'Arzago
Alberto De Capitani d'Arzago (Paderno Dugnano, 13 agosto 1909 – Parigi, 30 luglio 1948) è stato un archeologo e storico dell'arte italiano.

## Biografia
Figlio del marchese Giuseppe De Capitani d'Arzago e di Maria Dozzio, Alberto De Capitani D'arzago studiò lettere alla Università Cattolica del Sacro Cuore di Milano, dove nel 1932 ottenne la laurea a pieni voti in archeologia. Successivamente, per accontentare i desideri del padre, si iscrisse anche alla facoltà di giurisprudenza dove si laureò nel 1935.
Negli stessi anni si attivò nell'attività archeologica, allievo di A. Calderini, scrivendo Forma Urbis Mediolani (1935), già iniziato per la tesi universitaria; occupandosi di allestire cantieri di scavi per il circo romano, a cui seguì il libro Il circo romano (Milano 1939); dopo di che pubblicò La zona di Porta Romana dal Seveso all'arco (Milano 1942), nel quale illustrò anche un tratto di una via monumentale apparso sotto l'attuale corso di Porta Romana.
Nel 1940, dopo aver studiato le reliquie ambrosiane, organizzò una grande mostra di cimeli ambrosiani e diede poi alle stampe il libro Antichi tessuti della basilica ambrosiana (Milano 1941).
Dal 1941 al 1943 insegnò archeologia e storia dell'arte antica presso l'Università degli Studi di Milano.
Alla fine del 1942, presso un rifugio antiaereo in Piazza del Duomo, emersero elementi di una chiesa paleocristiana, la Basilica Nova o di Santa Tecla e del battistero di San Giovanni in Fontis del tempo di Sant'Ambrogio; il De Capitanì seguì lo scavo che andò avanti tra mille difficoltà e necessità, come scritto in  Cenni introduttivi alla relazione sullo scavo della basilica di Santa Tecla e dei battistero di San Giovanni nella piazza del Duomo di Milano, in Munera - Scritti in onore di A. Giussani, Milano 1944. Postumo uscì anche il libro intitolato Chiesa Maggiore di Milano (Milano 1952).
Nel 1943 il De Capitani ottenne la libera docenza in archeologia e, l'anno seguente, iniziò ad insegnare all'Università del Sacro Cuore di Milano.
Successivamente il De Capitani collaborò con Gian Piero Bognetti nello studio della chiesa di Santa Maria di Castelseprio, per la parte riguardante gli affreschi, databili intorno al VII secolo. A questi studi seguì il libro Santa Maria di Castelseprio (Milano 1948), che riscosse interesse internazionale.
Nei giorni seguenti alla stampa del volume, il De Capitani fu invitato a Parigi per partecipare al VI congresso internazionale di studi bizantini, però durante il suo soggiorno nella capitale francese morì improvvisamente.
De Capitani durante la sua carriera si dedicò soprattutto all'archeologia cristiana, alla Milano romana, paleocristiana e medievale, sicuramente influenzato dall'educazione ricevuta dalla sua famiglia.

## Opere
- Forma Urbis Mediolani (1935);
- Il circo romano (Milano 1939);
- La zona di Porta Romana dal Seveso all'arco (Milano 1942);
- Antichi tessuti della basilica ambrosiana (Milano 1941);
- Cenni introduttivi alla relazione sullo scavo della basilica di Santa Tecla e dei battistero di San Giovanni nella piazza del Duomo di Milano, in Munera - Scritti in onore di A. Giussani (Milano 1944);
- Santa Maria di Castelseprio (Milano 1948);
- Chiesa Maggiore di Milano (Milano 1952).